# Żitoswjat
Żitoswjat (bułg. Житосвят) – wieś w Bułgarii, w obwodzie Burgas, w gminie Karnobat. W 2023 roku liczyła 89 mieszkańców.